# Блакитна мечеть (Тебриз)

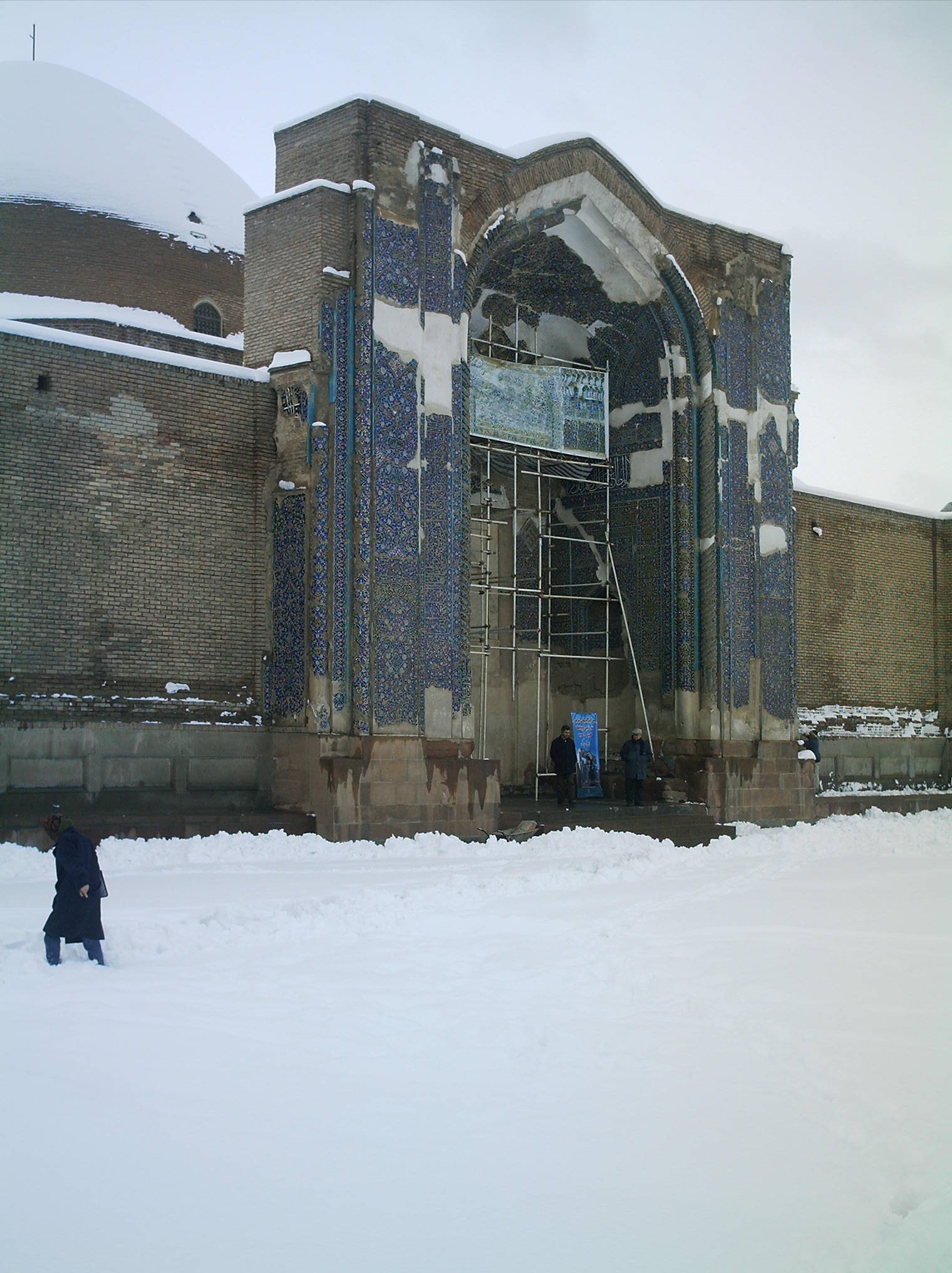
Блакитна мечеть у Тебризі

Блакитна мечеть (перс. مسجد کبود) — мечеть-пам'ятка в Тебризі, Іран, збудована в 1465 за наказом Джаханшаха, правителя держави Кара-Коюнлу, який згодом похований тут.
Будівля була сильно пошкоджена землетрусом 1779 року, від неї залишився тільки вхід.
У 1973 почалась реконструкція мечеті, що триває дотепер.

## Галерея

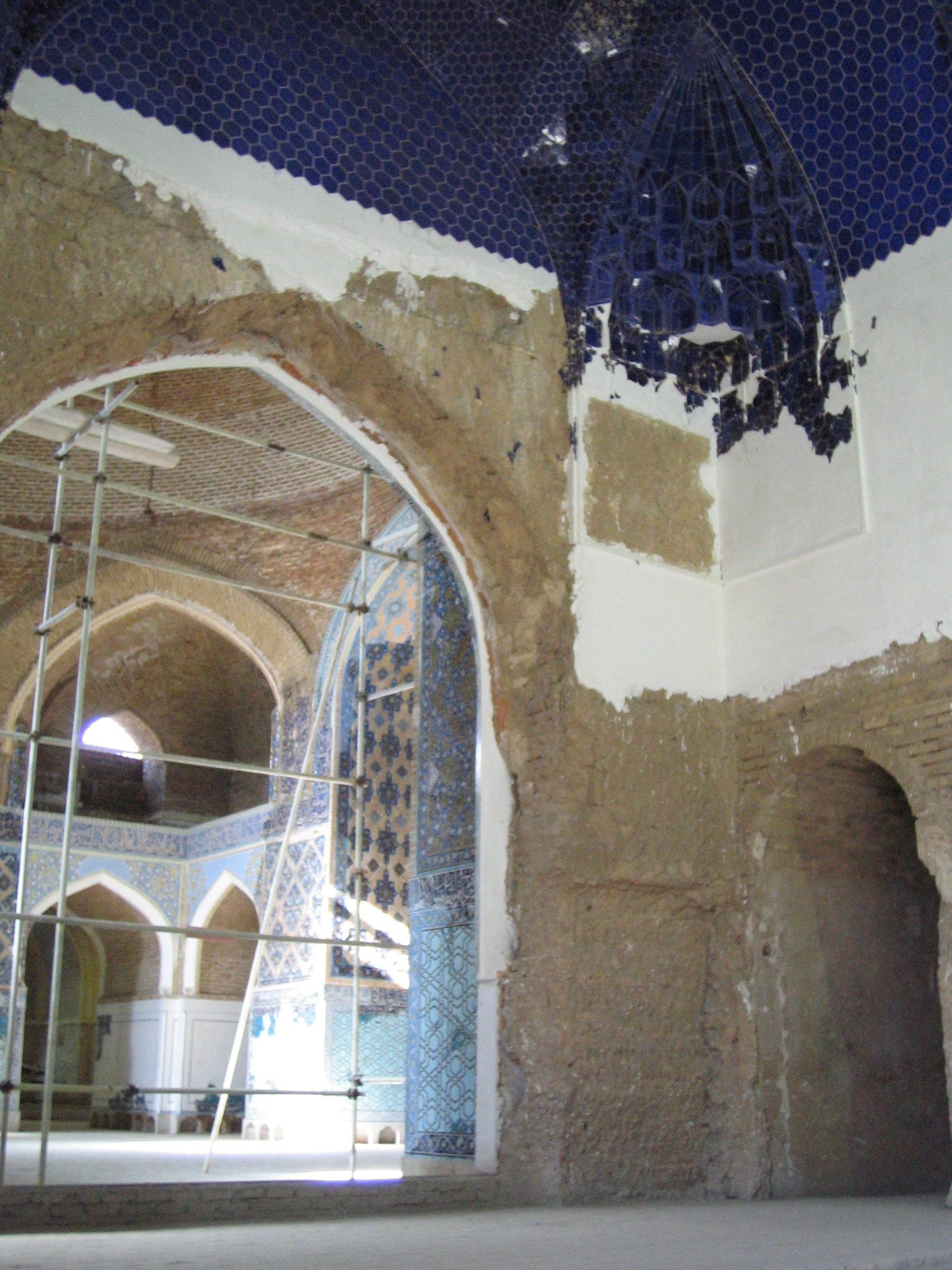
Інтер’єр
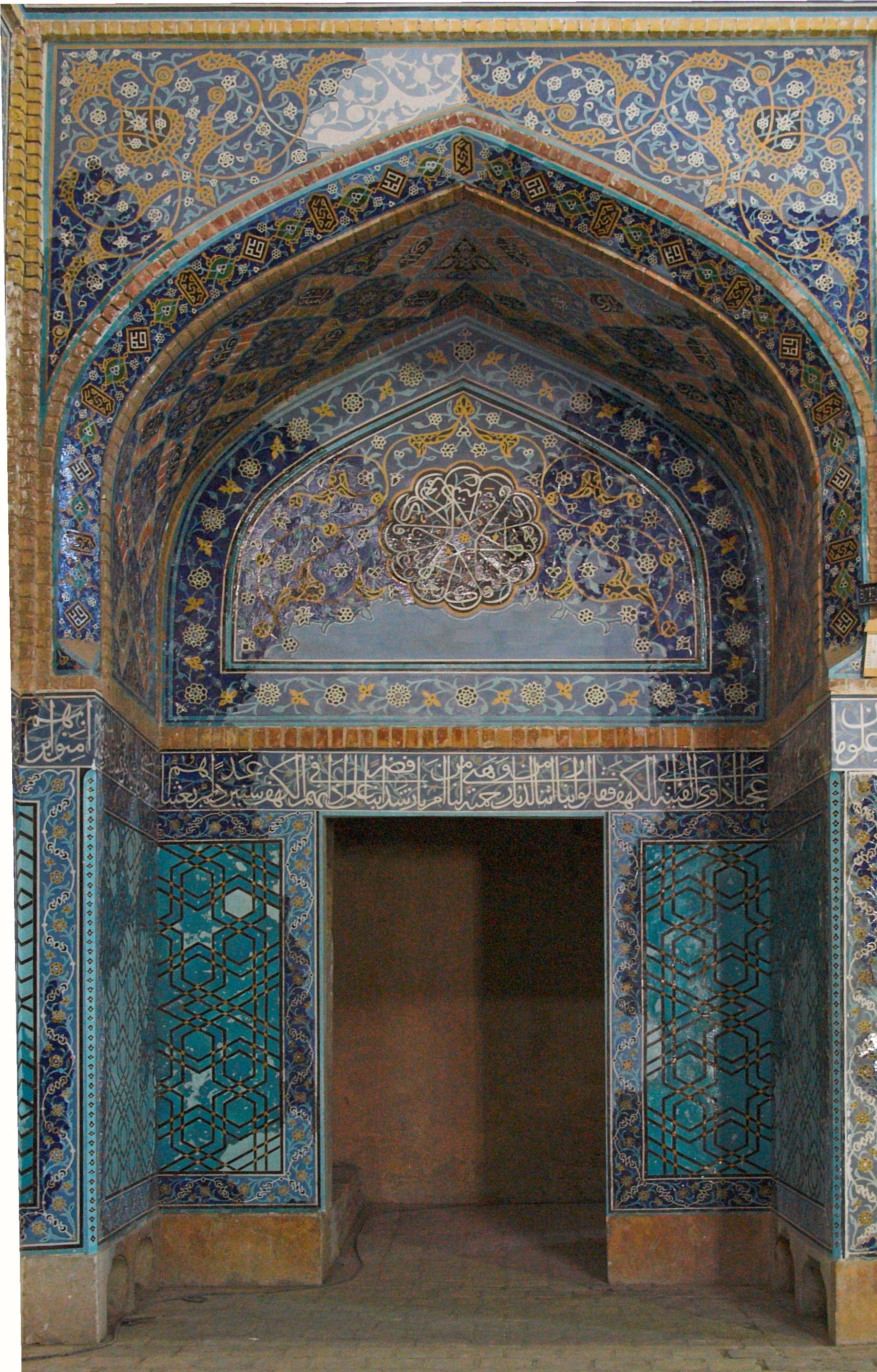
Одна з внутрішніх дверей
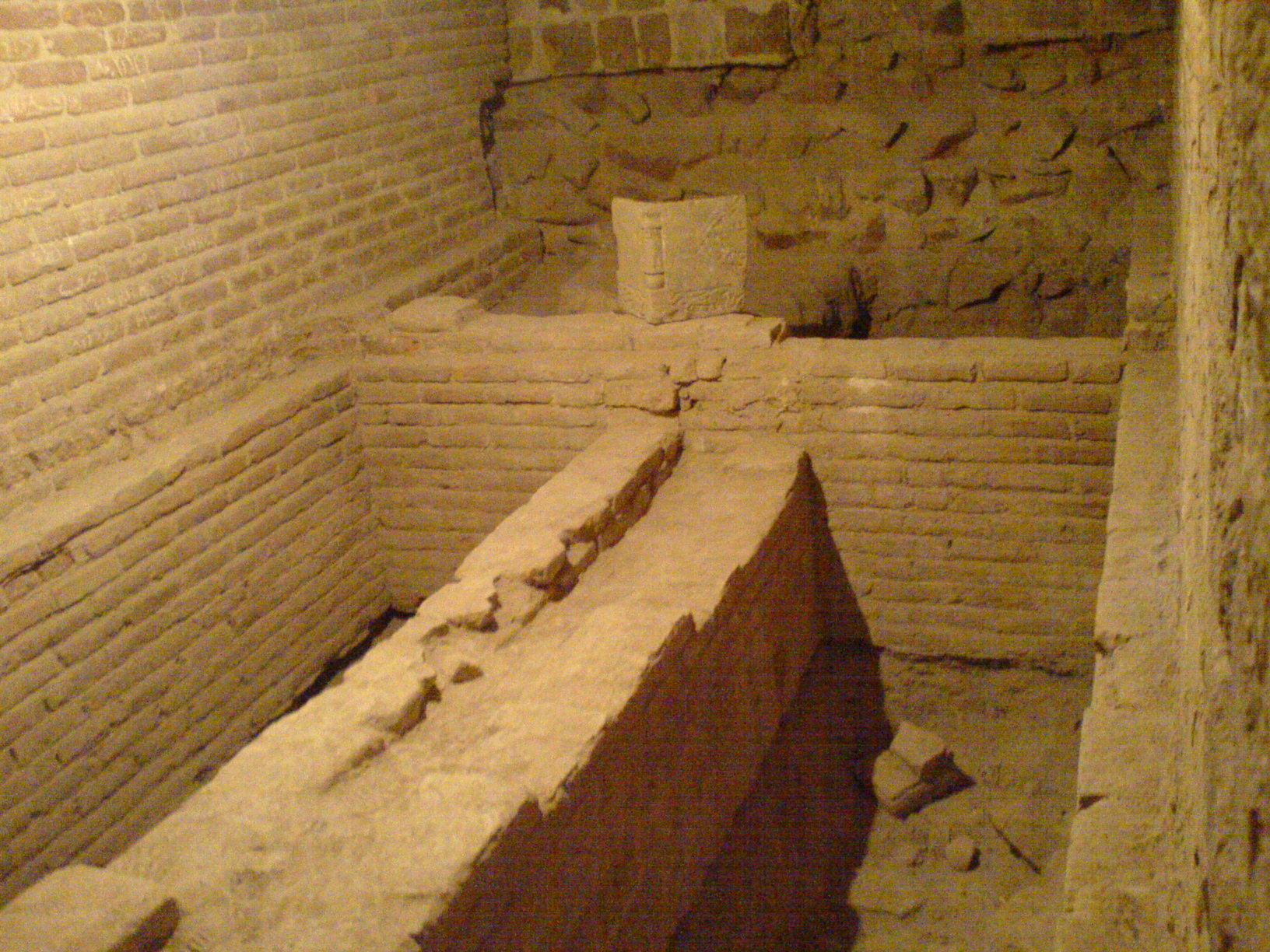
Могила Джаханшаха в південній частині мечеті